# Stadlerstrasse
Die Stadlerstrasse ist eine etwa 2830 m lange Strasse in Winterthur im Schweizer Kanton Zürich, die von Oberwinterthur nach Stadel führt. Sie ist im Inventar historischer Verkehrswege der Schweiz als Verkehrsweg mit lokaler Bedeutung verzeichnet.

## Etymologie
Die Strasse hat ihren Namen von der Winterthurer Aussenwacht Stadel, wobei der Name auf eine Siedlung bei Scheunen oder Speichern hindeutet.

## Verlauf
Die Stadlerstrasse beginnt bei der Frauenfelderstrasse auf der Höhe Römertor, wobei die ursprüngliche Stadlerstrasse zu Beginn dem Verlauf der heutigen Römerstrasse folgte. Gleich zu Beginn macht sie eine Rechtskurve und bildet auf der kurzen Strecke bis zur Abzweigung der Rychenbergstrasse die Quartiergrenze zwischen Talacker und Guggenbühl. Danach führt sie nordwärts durch die Quartiere Guggenbühl und Zinzikon. Kurz vor der Ortsausfahrt zweigt bei der Endhaltestelle der Trolleybuslinie 1 die Reutlingerstrasse ab. Auf diesem Abschnitt bis zur Etzwilerstrasse ist sie eine Kantonsstrasse und als solche durch den Kanton als Regionale Verbindungsstrasse klassifiziert.
Bei der Reutlingerstrasse folgt die Kantonsstrasse in einer Linkskurve entlang der Etzwilerstrasse weiter nach Seuzach, während die Stadlerstrasse geradeaus in Richtung Stadel abzweigt und dabei unmittelbar nach der Abzweigung die im dortigen Abschnitt eingleisig geführte Bahnstrecke Winterthur–Etzwilen mit einem ebenerdigen Bahnübergang kreuzt. Auf halbem Weg nach Stadel unterquert sie dann weiter die Autobahn A1, bevor sie in Stadel in einer Kreuzung in die Wiesendangerstrasse mündet.

## Geschichte
Die Strasse ist Teil der Strecke der von Oberwinterthur nach Oberstammheim führenden Strasse und wurde im 19. Jahrhundert erstellt. Die gerade geführte Strasse ersetzte eine ältere krummlinig geführte Strasse. Sie ist erstmals im 1881 auf einer Landkarte zu sehen.
Die Besiedlung der Stadlerstrasse abseits der bereits bestehenden Gehöfte begann Mitte der 1840er-Jahre mit dem Bau der Siedlung Grabenacker. 1953 wurde das Schulhaus Guggenbühl errichtet.
In den 1980er-Jahren sorgte der Bau eines Radwegs entlang der Strasse für Diskussionen. 1981 wurde ein Kredit in der Höhe von 1,2 Mio. Fr. für den Bau eines ostseitigen Trottoirs und Radwegs bis auf die Höhe Stofflerenweg bewilligt. Ein weiterer Kredit für den Ausbau des Radwegs von Zinzikon bis zur Aussenwacht Stadel wurde dann aber im Oktober 1982 überraschend abgelehnt, als es zu einer unheiligen Allianz zwischen SVP, die hierfür kein Landwirtschaftsland abgeben wollte, und SP kam, die sich ein Fahrverbot und damit die Umwandlung der Strasse in einen Rad- und Gehweg wünschte. Eine entsprechende, erheblich erklärte SP-Motion scheiterte jedoch 1984 genauso wie eine SVP-Interpellation für einen abgespeckten Radweg. Da bei der Melioration des Gebiets das Land für einen Flurweg bereits ausgeschoben worden war, beantragte der Gemeinderat dem Stadtrat 1988, eine entsprechende Kreditvorlage für einen Geh- und Veloweg zwischen Etzwilerstrasse und Stadlerstrasse auszuarbeiten. Diese Kreditvorlage wurde zwei Jahre später vom Stadtrat vorgelegt, worauf der Bau des Radwegs schliesslich 1991 umgesetzt wurde. Der Bau eines westseitigen Rad- und Velowegs zwischen Römerstrasse und Stofflerenweg wurde im Dezember 1991 mit 69 % Ja-Stimmen ebenfalls angenommen, nachdem gegen die Kreditvorlage das Referendum ergriffen worden war.

## Öffentlicher Verkehr
Als die Tramlinie nach Oberwinterthur 1951 auf Trolleybusbetrieb umgestellt wurde, wurde die Linie über die Stadlerstrasse bis nach Zinzikon verlängert, und 1982 erfolgte die Verlängerung an die heutige Endhaltestelle in Wallrüti. Während ein paar Jahren führte auch die Linie 9 als Tangentiallinie von Moosacker bis nach Zinzikon.
Heute verkehrt die über die Stadlerstrasse führende Linie 1 (Oberwinterthur – HB – Dättnau) als eine der städtischen Hauptverkehrslinien tagsüber im 7½-Minuten-Takt, an Wochenenden im 10-Minuten- und abends im Viertelstundentakt. Am Wochenende verkehrt halbstündlich die Nachtbuslinie N1 (Oberwinterthur – HB – Töss – Dättnau) auf derselben Strecke.